# Sauczanki (przystanek kolejowy)
Sauczanki (biał. Саўчанкі; ros. Савченки) – przystanek kolejowy i posterunek odgałęźny w pobliżu miejscowości Sauczanki, w rejonie witebskim, w obwodzie witebskim, na Białorusi. Leży na linii Witebsk - Orsza.
Kończy tu się 6-kilometrowy odcinek jednotorowy biegnący z północy od przystanku Skrebni. Linia w kierunku Orszy jest dwutorowa.
Do 2019 nosił nazwę 25 km.